# 哈迪爾
在托爾金（J. R. R. Tolkien）小說的中土大陸裡，哈迪爾（Haldir）是第一紀元時期貝西爾（Brethil）哈拉丁族（Haladin）的首領。
他是哈米爾（Halmir）的第一個孩子。哈瑞絲（Hareth）、肯達爾（Hundar）和希瑞爾（Hiril）也是哈迪爾的兄弟姐妹。
哈迪爾娶了高多的妹妹葛羅瑞希爾（Glóredhel），生了一名兒子——韓迪爾（Handir）。
因為按照當時伊甸人（Edain）的習俗，哈迪爾在貝西爾撫育哈瑞絲的兒子胡爾（Huor）及胡林（Húrin）。他們在一次戰鬥中迷失方向，最後被巨鷹帶到貢多林（Gondolin）。
哈迪爾在第一紀元472年接替父親的首領位置。他與弟弟肯達爾率領貝西爾的軍隊參加尼南斯·阿農迪亞德戰役（Nirnaeth Arnoediad），結果魔苟斯擊敗芬鞏軍。哈迪爾為芬鞏部隊的後衛，掩護聯軍撤退，最後他和他弟弟，以及貝西爾的戰士幾乎全都死在沙場上。葛羅瑞希爾在聽聞哈迪爾戰死在第五戰役後，隨即憂傷過度而死。

## 哈拉丁族首領
```
                       
哈達德

                           |
                      ----------
                      |         |
                  
哈達爾
       
哈麗絲

                      |
                  
哈丹

                      |                     
                  
哈米爾

                      |
                  ---------------------------------------------------
                  |             |             |                      |
  　
葛羅瑞希爾
 = '
哈迪爾'
   　　  
肯達爾
     　　 
哈瑞絲
 = 
高多
     　　　 
希瑞爾

             　     |             |
         　     
韓迪爾
          
肯達德

           　       |             |
               
布蘭迪爾
         
哈丁
```

粗體代表哈拉丁族的首領。